# Trachelopachys bicolor
Trachelopachys bicolor là một loài nhện trong họ Trachelidae.
Loài này thuộc chi Trachelopachys. Trachelopachys bicolor được Ralph Vary Chamberlin miêu tả năm 1916.